# 1996 UE
1996 UE är en asteroid i huvudbältet som upptäcktes den 16 oktober 1996 av den japanska astronomen Takao Kobayashi vid Ōizumi-observatoriet.